# امانزیی
امانزیی (به فرانسوی: Amanzé) یک کمون در فرانسه است که در Canton of Clayette واقع شده‌است.

## خصوصیات
امانزیی ۱۱٫۲۹ کیلومترمربع مساحت و ۲۱۵ نفر جمعیت دارد و ۳۸۰ متر بالاتر از سطح دریا واقع شده‌است.